# Heri Dono
Heri Dono, född 12 juni 1960 i Jakarta, är en indonesisk skulptör, installationskonstnär och målare.
Heri Dono utbildade sig på Institut Seni Indonesia (Indonesiska Konstinstitutet) i Yogyakarta, där han vann priset för bästa målning 1981 samt 1985. Han har visat sina verk i flera länder i separat- och grupputställningar, bland annat våren 2015 på Färgfabriken i Stockholm. I 2015 representerade han Indonesien på Venedigbiennalen.
Han är i första hand installationskonstnär.
Heri Dono bor och arbetar i Yogyakarta. År 1998 tilldelades han Prince Claus Award.

## Separatutställningar i urval[5]
- 1991: Unknown Dimensions, Museum fur Volkerkunde, Basel, Schweiz
- 1993: Canberra Contemporary Art Space, ACT, Australien
- 1996: Blooming in Arms, Museum of Modern Art, Oxford, Storbritannien
- 2000: Dancing Demons and Drunken Deities, The Japan Foundation Forum, Tokyo
- 2001: Fortress of the Heart, Gajah Gallery, Singapore
- 2002: Interrogation, Center A, Vancouver, Kanada
- 2009–2010: Critical Art from Indonesia, Tropical Museum, Amsterdam
- 2011: "Madman Butterfly", Rossi & Rossi, London